# Hurricane (canção de Westend)
"Hurricane" (Furacão, em português) foi a canção austríaca no Festival Eurovisão da Canção 1983, interpretada em alemão (exceto o refrão) pelos Westend. O referido tema tinha letra de Heli Deinboek e  Heinz Nessizius, música de Peter Vieweger e foi orquestrada por Richard Österreicher.
A canção austríaca foi a 18.ª a ser interpretada na noite do evento, a seguir à canção portuguesa "Esta balada que te dou", interpretada por Armando Gama e antes da canção belga Rendez-vous cantada pela banda Pas de Deux. Depois de concluída a votação, a canção austríaca terminou em nono lugar (entre 20 países participantes) e recebeu 53 pontos.
A canção refere como é estar sem o objeto dos seus afetos e compara essa situação a um furacão. 